# Pedro Ramayá (estación)
Pedro Ramayá es una de las estaciones que forma parte del sistema de transporte masivo de Barranquilla, Transmetro, inaugurado en 2010. Se encuentra ubicada sobre la troncal Murillo.
Los barrios que se benefician directamente de esta estación son Los Balkanes, Las Gaviotas II, Las Trinitarias, Villa Katanga, Urb. Las Moras, Moras Norte, Urb. Terranova, Moras IV Etapa, Moras Norte, Villa Sevilla, Villa Estadio II, Moras Occidente, Los Girasoles y Ciudadela 20 de Julio. Cerca de la estación se establecen ferreterías y estaderos, además del estadio Metropolitano Roberto Meléndez y el velódromo.
La estación fue intervenida en julio de 2024 por la alcaldía de Barranquilla y varias empresas del sector privado. Fue modernizada toda su infraestructura, así como las señalizaciones y los buses.

## Rutas
En esta estación realizan paradas las rutas:
- R1 Estación Joe Arroyo - Servicio Corriente
- B1 Estación parque Cultural del Caribe - Servicio Corriente
- S1 Portal de Soledad - Servicio Corriente.[5]
- S2 Portal de Soledad - Servicio Corriente.[5]
- R40 Estación Joe Arroyo - Servicio Expreso.[6]
- S40 Portal de Soledad - Servicio Expreso.[6]
- A3-1 Villa Katanga - Servicio Alimentador.[7]
- A5-1 Los Robles- Almendros - Servicio Alimentador.[8]

## Etimología
El nombre de la estación proviene del célebre artista Pedro Agustín Beltrán Castro, conocido también como Ramayá. Es un destacado artista de música folclórica.